# 福島県道117号二本松川俣線
福島県道117号二本松川俣線（ふくしまけんどう117ごう にほんまつかわまたせん）は、福島県二本松市から伊達郡川俣町に至る一般県道である。

## 路線概要
- 起点：二本松市榎戸2丁目
- 終点：伊達郡川俣町大字東福沢字熊ノ宮
- 総延長：18.739 km[1]
  - 実延長：16.958 km
- 路線認定年月日：1959年8月31日[2]

### 重用路線
- 国道4号二本松バイパス（二本松市榎戸2丁目（安達ヶ原入口交差点 起点）～同市油井字北向（油井交差点））
- 福島県道114号福島安達線（二本松市油井字北向（油井交差点）～同市油井字中田）
- 福島県道40号飯野三春石川線（二本松市木幡字小鍛冶山～同市木幡字坂ノ下）
- 福島県道305号木幡飯野線（二本松市木幡字叺内～同市木幡字立石）

### 道路施設
油井川橋
- 全長：51.5 m
- 幅員：6.0（10.0） m
- 形式：PC単純プレビーム合成桁橋
- 竣工：2008年
- 施工：オリエンタル白石

二本松市油井字渋井から字野辺川原に跨り、一級水系阿武隈川水系油井川を渡る。直上には国道4号福島南バイパスの油井高架橋が架かっている。橋上は上下対向2車線で供用され、上り線側に幅員2.5 mの歩道が設置されている。旧橋梁に歩道が設置されておらず歩行者安全性に問題があったことから、阿武隈川改修事業による油井川背水堤築造工事に併せ緊急地方道整備事業として架け替えられた。総工費は2億3800万円。
新舟橋
大原橋
一級水系阿武隈川水系木幡川を渡る。
西田橋
- 全長：20.0 m
- 幅員：8.0 m
- 竣工：1977年[4]

川俣町東福沢字西田から字小高屋敷に跨り、一級水系阿武隈川水系赤坂川支流田代川を渡る。上下対向2車線で供用されており、歩道は設置されていない。直下流には北詰で交差する町道坊ノ入・小高屋敷線の橋である同名の西田橋が架けられている。

## 通過する自治体
- 二本松市 - 伊達郡川俣町

## 接続・交差する道路
- 二本松市内
  - 福島県道62号原町二本松線（榎戸2丁目（安達ヶ原入口交差点） 起点）
  - 国道4号福島南バイパス（油井字北向（油井交差点））
  - 福島県道114号福島安達線（油井字中田））
  - 福島県道40号飯野三春石川線 三春町方面（木幡字小鍛冶山）
  - 福島県道40号飯野三春石川線 福島市方面（木幡字坂ノ下）
  - 福島県道305号木幡飯野線 田村市方面（木幡字叺内）
  - 福島県道305号木幡飯野線 福島市方面（木幡字字立石）
- 川俣町内
  - 国道114号川俣バイパス（東福沢字熊ノ宮 終点）

## 沿線
- 上川崎郵便局